# Кристьян Эмильссон
Кристьян Гаути Эмильссон (исл. Kristján Gauti Emilsson, 26 апреля 1993, Гётеборг, Швеция) — исландский футболист, завершивший игровую карьеру, выступал на позициях атакующего полузащитника и нападающего.

## Клубная карьера
Воспитанник ФК «Хабнарфьордюр». В 2009 году сыграл три матча за основную команду и был замечен селекционерами нескольких ведущих европейских клубов. Принял предложение ФК «Ливерпуль» и с января 2010 года по июнь 2012 года обучался в его академии.
В июне 2012 года вернулся в «Хабнарфьордюр», с которым выиграл чемпионат Исландии.
Летом 2014 года перешёл в ФК НЕК, игравший в Первом дивизионе чемпионата Нидерландов. По итогам сезона 2014/2015 НЕК вышел в Высший дивизион. В январе 2016 года Эмильссон принял решение завершить футбольную карьеру.

## Карьера в сборной
Играл за юношеские и молодёжную сборные Исландии. В июне 2014 года вызывался в основную сборную, но на поле не выходил.

## Достижения
«Хабнарфьордюр»
- Чемпион Исландии (2): 2009, 2012.
- Обладатель Суперкубка Исландии (2): 2009, 2013.
- Обладатель Кубка Исландской лиги: 2014.